# Myrmecophilus hebardi
Myrmecophilus hebardi är en insektsart som beskrevs av Mann 1920. Myrmecophilus hebardi ingår i släktet Myrmecophilus och familjen Myrmecophilidae. Inga underarter finns listade i Catalogue of Life.